# 마스크 (1985년 영화)
《마스크》(영어: Mask)는 미국에서 제작된 피터 보그다너비치 감독의 1985년 전기 드라마 영화이다. 에릭 스톨츠, 셰어 등이 출연하였고, 마틴 스타거 등이 제작에 참여하였다. 두개골간단 이형성증을 앓았으며 16살의 나이로 사망한 로이 L. “로키” 데니스의 실화에 기초하였다. 
1985년 제38회 칸 영화제 황금종려상 경쟁작이며 셰어가 여우 주연상을 받았다. 또한 제58회 제58회 아카데미상 분장상(마이클 웨스트모어, 졸턴 일렉)을 수상했으며, 제43회 골든 글로브상에서 드라마 영화 부문 여주 주연상(셰어)과 영화 부문 남우 조연상(스톨츠) 후보에 지명되었다.

## 출연진
- 에릭 스톨츠
- 셰어
- 샘 엘리엇
- 에스텔 게티
- 리처드 다이사트
- 로라 던
- 미콜 머큐리오
- 해리 케리 주니어
- 데니스 버클리
- 로런스 모너슨
- 알렉산드라 파워스
- 켈리 조 민터
- 앤드루 로빈슨
- 마샤 워필드

## 기타 제작진
- 공동 제작: 하워드 올스턴
- 협력 제작: 조지 모포건, 페기 로버트슨
- 미술: 노먼 뉴베리

## 같이 보기
- 엘리펀트 맨 (영화)
- 원더 (영화)